# Saint-Victor-Malescours
Pour les articles homonymes, voir Saint-Victor.
Saint-Victor-Malescours est une commune française située dans le département de la Haute-Loire en région Auvergne-Rhône-Alpes.

## Géographie
Saint-Victor-Malescours est une commune du Massif central située à l'est du Velay, à environ une trentaine de kilomètres de Saint-Étienne.
La commune, située à 880 mètres d'altitude, bénéficie d'un climat dans l'ensemble assez froid mais tempéré, comme la plupart des communes du Velay[réf. nécessaire].

### Localisation
La commune de Saint-Victor-Malescours se trouve dans le département de la Haute-Loire, en région Auvergne-Rhône-Alpes.
Elle se situe à 63 km par la route du Puy-en-Velay, préfecture du département, à 38 km d'Yssingeaux, sous-préfecture, et à 12 km de Sainte-Sigolène, bureau centralisateur du canton des Deux Rivières et Vallées dont dépend la commune depuis 2015 pour les élections départementales.
Les communes les plus proches sont : 
Saint-Didier-en-Velay (3,1 km), Saint-Romain-Lachalm (3,3 km), Jonzieux (4,6 km), La Séauve-sur-Semène (4,9 km), Saint-Just-Malmont (5,3 km), Saint-Pal-de-Mons (5,9 km), Marlhes (6,5 km), Pont-Salomon (7,2 km).
| Saint-Didier-en-Velay | Saint-Just-Malmont      | Jonzieux Loire       |
|                       | Saint-Victor-Malescours | Marlhes Loire        |
| Saint-Pal-de-Mons     |                         | Saint-Romain-Lachalm |

### Environnement
Le paysage de la région est essentiellement composée de vastes prairies verdoyantes, marquées par le relief. La commune est traversée par la rivière Semène, affluent de la Loire.
L'humidité de la région, la forte présence de l'eau, sont à l'origine de nombreuses zones humides, où le populage des marais côtoie les lychnis flos cuculi, les gentianes pneumonanthes, les potentilles des marais et des graminées comme la molinie bleue et la canche cespiteuse. Elles sont habitées par des grenouilles rousses et des tritons palmés. Parmi les oiseaux, en plus des buses, perdrix, rougequeues, chardonnerets, piverts, bergeronnettes, des éperviers ont été observés. Parmi les araignées, outre l'épeire des roseaux, l'apparition de  l'épeire fasciée a été signalée. Les chauve-souris sont également présentes. Le gibier, lapins, lièvres et chevreuils, est apprécié des chasseurs.
En dehors des prairies, les alentours du village sont recouverts de forêts d'épicéas, pour partie plantées en faveur des scieries, menuiseries et autres industries liées à la sylviculture, aujourd'hui presque disparues. Ces forêts sont riches en fruits sauvages (myrtilles, mûres) et champignons. Le climat est relativement tempéré durant l'année, mais peut s'avérer très rude, en raison de l'altitude et des vents parfois violents, notamment la burle. L'hiver est marqué par de longues périodes de neige.
La rivière Semène fait l'objet du « Contrat Rivière » qui a pour but de rétablir l'équilibre biologique. Elle est peuplée par des vairons, loches, goujons et truites farios. Les écrevisses à pieds blancs et l'ombre commun, autrefois présents, ont disparu des eaux.

### Climat
Pour des articles plus généraux, voir Climat d'Auvergne-Rhône-Alpes et Climat de la Haute-Loire.
En 2010, le climat de la commune est de type climat océanique altéré, selon une étude du Centre national de la recherche scientifique s'appuyant sur une série de données couvrant la période 1971-2000. En 2020, Météo-France publie une typologie des climats de la France métropolitaine dans laquelle la commune est exposée à un climat de montagne ou de marges de montagne et est dans une zone de transition entre les régions climatiques « Nord-est du Massif Central » et « Sud-est du Massif Central ».
Pour la période 1971-2000, la température annuelle moyenne est de 8,9 °C, avec une amplitude thermique annuelle de 16,2 °C. Le cumul annuel moyen de précipitations est de 949 mm, avec 10,1 jours de précipitations en janvier et 7,1 jours en juillet. Pour la période 1991-2020, la température moyenne annuelle observée sur la station météorologique de Météo-France la plus proche, « Saint-Romain-Lachalm », sur la commune de Saint-Romain-Lachalm à 3 km à vol d'oiseau, est de 9,2 °C et le cumul annuel moyen de précipitations est de 923,5 mm,. Pour l'avenir, les paramètres climatiques de la commune estimés pour 2050 selon différents scénarios d'émission de gaz à effet de serre sont consultables sur un site dédié publié par Météo-France en novembre 2022.

## Urbanisme

### Typologie
Au 1er janvier 2024, Saint-Victor-Malescours est catégorisée commune rurale à habitat dispersé, selon la nouvelle grille communale de densité à sept niveaux définie par l'Insee en 2022.
Elle est située hors unité urbaine. Par ailleurs la commune fait partie de l'aire d'attraction de Saint-Étienne, dont elle est une commune de la couronne,. Cette aire, qui regroupe 105 communes, est catégorisée dans les aires de 200 000 à moins de 700 000 habitants,.

### Occupation des sols
L'occupation des sols de la commune, telle qu'elle ressort de la base de données européenne d’occupation biophysique des sols Corine Land Cover (CLC), est marquée par l'importance des territoires agricoles (67,3 % en 2018), une proportion sensiblement équivalente à celle de 1990 (66,5 %). La répartition détaillée en 2018 est la suivante : 
prairies (45,8 %), forêts (32,7 %), zones agricoles hétérogènes (21,5 %). L'évolution de l’occupation des sols de la commune et de ses infrastructures peut être observée sur les différentes représentations cartographiques du territoire : la carte de Cassini (XVIIIe siècle), la carte d'état-major (1820-1866) et les cartes ou photos aériennes de l'IGN pour la période actuelle (1950 à aujourd'hui).

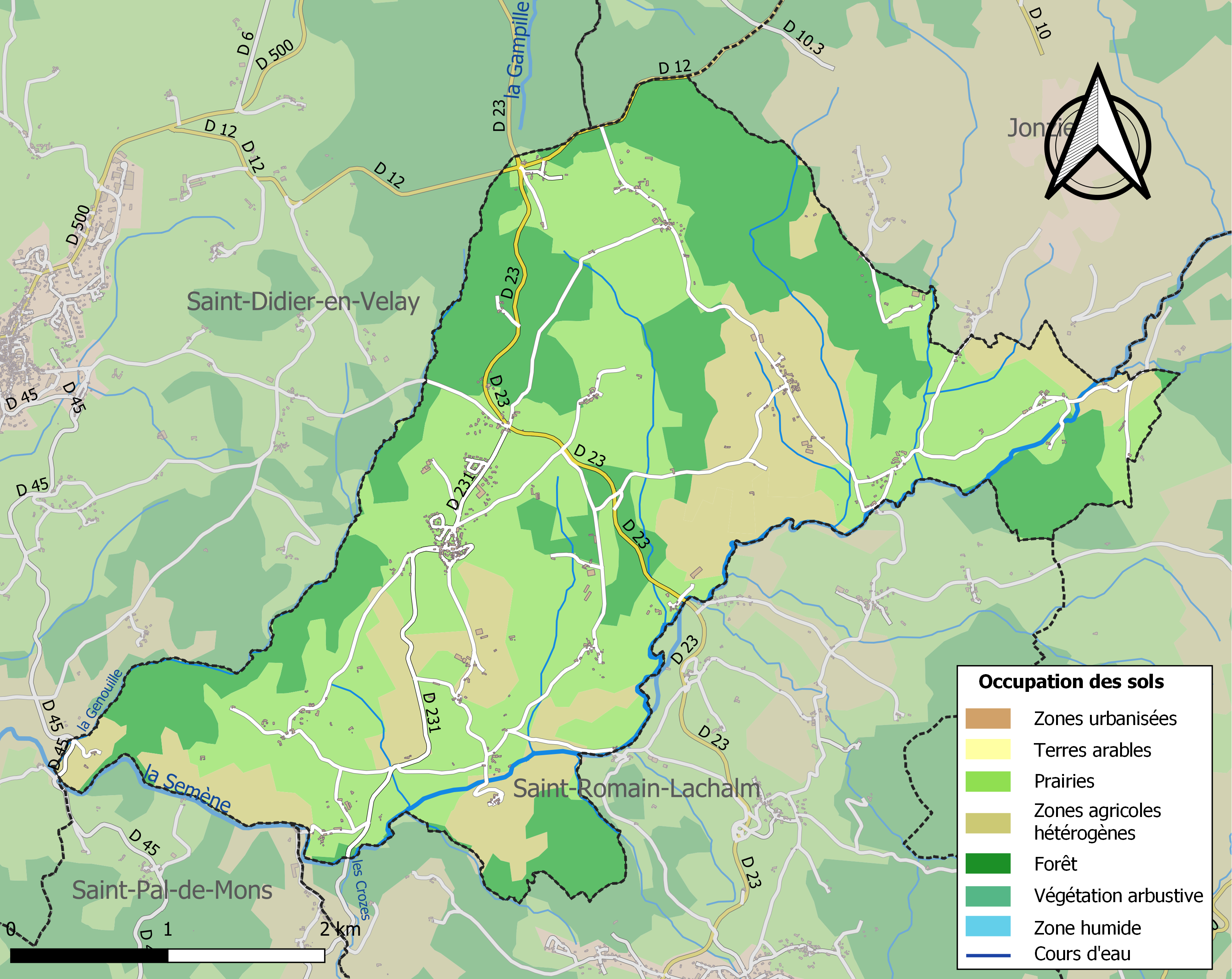
Carte des infrastructures et de l'occupation des sols de la commune en 2018 (CLC).

### Hameaux
- Chazotte
- Bonnefont
- Cellières
- Faridouay
- Fleurieu
- Langellière
- la Bourlèche
- la Bruyère
- la Chazotte
- la Fauvinière
- la Garne
- la Grange du Bois
- la Mure
- la Tourette
- le Fraisse
- le Mazel
- le Play
- le Poyet
- le Pont de Malzaure
- le Trève
- Malescours
- Malploton
- Malzaure
- Montebello
- Moulin Blanc
- Moulin Cheval
- Paravel
- Planchette
- Siméon
- Soleymet
- Vial

### Habitat et logement
En 2018, le nombre total de logements dans la commune était de 415, alors qu'il était de 415 en 2013 et de 368 en 2008.
Parmi ces logements, 75 % étaient des résidences principales, 18 % des résidences secondaires et 7 % des logements vacants. Ces logements étaient pour 83,1 % d'entre eux des maisons individuelles et pour 16,9 % des appartements.
Le tableau ci-dessous présente la typologie des logements à Saint-Victor-Malescours en 2018 en comparaison avec celle de la Haute-Loire et de la France entière. Une caractéristique marquante du parc de logements est ainsi une proportion de résidences secondaires et logements occasionnels (18 %) supérieure à celle du département (16,1 %) et à celle de la France entière (9,7 %). Concernant le statut d'occupation de ces logements, 76,8 % des habitants de la commune sont propriétaires de leur logement (77,7 % en 2013), contre 70 % pour la Haute-Loire et 57,5 pour la France entière.
| Typologie                                               | Saint-Victor-Malescours | Haute-Loire | France entière |
| ------------------------------------------------------- | ----------------------- | ----------- | -------------- |
| Résidences principales (en %)                           | 75                      | 71,5        | 82,1           |
| Résidences secondaires et logements occasionnels (en %) | 18                      | 16,1        | 9,7            |
| Logements vacants (en %)                                | 7                       | 12,4        | 8,2            |

## Histoire
Mentionnée dès la fin du XIIe siècle parmi les paroisses dépendant du diocèse du Puy, dans le De officio Hostiarii Sancti Petri de Monasterio Anicii, elle apparaît à plusieurs reprises dans la documentation médiévale :
- fin XIIe siècle capella sancti Victoris[15]
- 1224: ecclésia Sancti Victoris
- 1265 : Parrochia Sancti Victoris, Aniciensis diocesis[16][source insuffisante] ;
- 1398 : Parochia S. Victoris de Malis Curtibus[17][source insuffisante] ;
- 1461 : Parochia S. Victoris de Malas Courtz[18][source insuffisante] ;
- XVIe siècle : Sainct-Victour-de-Malescours (év.) ;
- 1793 : Victor[19], Victor-de-Malescours. (le village a perdu l'attribut « saint », Révolution française oblige).

Le nom de cette commune est donc largement issu de celui de l'église locale qui a joué un rôle important pour le développement de ce village. L'édifice actuel présente un intéressant chœur roman avec des chapelles de style gothique.
En 1789, Saint-Victor-Malescours faisait partie de la province du Velay, de la subdélégation et sénéchaussée du Puy et archiprêtré de Monistrol-sur-Loire, et était dédiée à saint Victor comme succédant aux droits du prieur de Dunières, l'évêque était collateur.
L'histoire écrite de Saint-Victor-Malescours débute en 1138, mais les 14,47 km2 qui constituent la commune ont été habités depuis l'Antiquité. Le climat et la configuration de la commune, avec ses prairies et ses bois, longeant sur 11 km la rive droite de la rivière Semène, ont préfiguré les ressources des habitants.
Les terres acides et pauvres, les nombreuses zones humides, ont conditionné une agriculture d'élevage, plutôt que de culture céréalière. Sauf au lieu-dit Cellières, qui, comme son nom l'indique, constituait le grenier (de seigle) de la commune.
Très vite, la force hydraulique de la Semène a été utilisée et de nombreux moulins à blé virent le jour. Moulin Cheval fut mentionné dès 1363, Faridouay et à Moulin Blanc à partir de 1569. Ce dernier lieu accueille à cette date au moins un moulin à tanner le cuir et un « moulin à Scie » qui est sans doute l'ancêtre des scieries locales mieux connues à partir de 1836.
À partir de 1836, les scieries se développent à Moulin Blanc, au Suc, à Faridouay et au Poyet. Ce fut le début d'une politique de boisement.
Au cours du XIXe siècle, avec le développement de l'industrie de la soie et du textile, un moulin à chanvre (Le Poyet), deux foulons (la Planche et Moulin Blanc) et un moulinage (Le Poyet) furent ajoutés aux activités existantes. La proximité de Saint-Étienne, a amené d'autres activités, fournissant des ressources complémentaires aux paysans, souvent très pauvres. En adaptant leurs fermes, ils entrèrent les métiers de la passementerie. En 1846, Saint-Victor comptait 55 personnes qui vivaient de cette occupation (rubanniers, passementiers, tisseurs).
En 1851, Saint-Victor-Malescours avait atteint 1 134 habitants. En 1975, la commune n'en comptait plus que 356 : l'exode rural avait atteint la commune avec le déclin de la passementerie et la mécanisation de l'agriculture. Ils n'étaient pourtant pas partis bien loin, les San-Vitournaires, trouvant du travail dans les mines de Firminy et de Saint-Étienne, ainsi que dans les nombreuses usines qui prospéraient. Souvent, ils gardaient un pied-à-terre dans leur commune d'origine.
Après la Première Guerre mondiale, Saint-Victor était devenue une villégiature recherchée pour les Stéphanois en quête d'air pur. Ils arrivaient dès le mois de juin par cars entiers, doublant le nombre d'habitants pendant la période estivale. L'auberge  Robert, le café Souvignet et des locations répondaient à cette demande.
Dans les années 1980, avec l'amélioration des routes et la banalisation de l'automobile, la situation s'est inversée. Nombreux sont les habitants qui ont leur lieu de travail à Firminy et Saint-Étienne.

### Activité bois
Jusqu'en 1988, la commune a bénéficié d'une politique de boisement, le bois étant une activité plus lucrative que l'agriculture. À ce moment, 25 % de la superficie de la commune était boisée (contre 11,2 % en 1879[source insuffisante]). Depuis, les récoltes de bois ont baissé et certaines parcelles sont à l'abandon ou restituées à l'agriculture. La fermeture de la scierie de Régis Peyrard à Vial en 2009, signifie la fin d'une période, même s'il reste encore une scierie en activité à Saint-Victor. Quant à l'abattage du bois, il ne reste actuellement qu'un seul bûcheron sur la commune.
La première mention connue d'une scierie sur la commune de Saint-Victor date de 1569. À cette date, à Moulin Blanc, un certain Gabriel Ploton reconnaît posséder un « moulin à scie », c'est-à-dire une scierie. Les scieries plus modernes apparaissent entre 1816 et 1836 en bordure de la rivière Semène. Elles appartenaient souvent à de grands propriétaires, les meuniers étant de très modestes locataires. Elles étaient actionnées par les forces hydrauliques de la Semène et s'ajoutaient aux moulins à farine de Moulin Blanc, Faridouay, le Suc, le Pont de Malzaure, le Poyet et Vial. Elles fabriquaient surtout du bois pour le « boisage » des mines, des poteaux, la fabrication des navires et pour la charpente.
La motorisation des scies a progressivement sonné le glas des scieries hydrauliques, qui subissaient le contrecoup des périodes d'étiage.
La première s'est établie au carrefour de la Garne, activée par un moteur à vapeur. La famille Barnier qui en était propriétaire, durement frappée par la perte de deux de ses fils à la Première Guerre mondiale, a dû arrêter cette activité dès 1918, maintenant seulement le moulin à farine.
Sylvain Mounier, locataire de monsieur Convert au moulin de Faridouay depuis 1930 a installé sa propre scierie à l'entrée du bourg de Saint-Victor-Malescours dans les années cinquante. La scierie fut reprise par son fils André, mort accidentellement en 1967. Celui-ci avait ajouté à l'activité existante le façonnage de bois exotiques pour la menuiserie. En 1973, un autre fils, René, a développé avec sa femme une scierie à la Grange du Bois. S'il continue actuellement la fabrication de bois de charpente, cette activité en forte décroissance ne représente aujourd'hui que 10 % de la production. Son entreprise s'est surtout spécialisée dans la fabrication de palettes et est la seule scierie en activité dans la commune.
En 1965, le père de Régis Peyrard, descendant d'une très ancienne famille de meuniers propriétaires, a déplacé son activité du moulin de Vial sur l'autre rive de la rivière Semène, dans le village de Vial. Cette scierie a suivi toute la filière classique du bois, y ajoutant l'utilisation des bois nobles, pin, sapin, épicéa pour la menuiserie et l'ébénisterie. À cette époque, les menuisiers étaient nombreux dans la région, fabriquant directement les meubles pour les habitants. Ces dernières années l'activité s'est limitée à la fabrication de bois pour des palettes.
À l'heure actuelle[Quand ?], une nouvelle exploitation des forêts voit le jour. Si dans le passé, Saint-Victor était une villégiature recherchée pour les habitants de Saint-Étienne, aujourd'hui il faudra attirer les touristes à la recherche d'air pur et de tranquillité et redécouvrir les forêts comme espace de loisirs. L’Europe, l'État, les collectivités locales s'attachent à lui donner une mission écologique. Il s'agira de prendre en compte les multiples fonctions de la forêt afin de mieux l'exploiter, la protéger et la léguer aux générations futures.

## Politique et administration

### Découpage territorial
La commune de Saint-Victor-Malescours est membre de la communauté de communes Loire et Semène, un établissement public de coopération intercommunale (EPCI) à fiscalité propre créé le 28 décembre 2000 dont le siège est à La Séauve-sur-Semène. Ce dernier est par ailleurs membre d'autres groupements intercommunaux.
Sur le plan administratif, elle est rattachée à l'arrondissement d'Yssingeaux, au département de la Haute-Loire, en tant que circonscription administrative de l'État, et à la région Auvergne-Rhône-Alpes.
Sur le plan électoral, elle dépend du canton des Deux Rivières et Vallées pour l'élection des conseillers départementaux, depuis le redécoupage cantonal de 2014 entré en vigueur en 2015, et de la première circonscription de la Haute-Loire   pour les élections législatives, depuis le redécoupage électoral de 1986.

## Population et société

### Démographie

#### Évolution démographique
L'évolution du nombre d'habitants est connue à travers les recensements de la population effectués dans la commune depuis 1793. Pour les communes de moins de 10 000 habitants, une enquête de recensement portant sur toute la population est réalisée tous les cinq ans, les populations de référence des années intermédiaires étant quant à elles estimées par interpolation ou extrapolation. Pour la commune, le premier recensement exhaustif entrant dans le cadre du nouveau dispositif a été réalisé en 2006.

En 2022, la commune comptait 804 habitants, en évolution de −2,66 % par rapport à 2016 (Haute-Loire : +0,36 %, France hors Mayotte : +2,11 %).
| 1793 | 1800 | 1806 | 1821 | 1831  | 1836  | 1841  | 1846  | 1851  |
| ---- | ---- | ---- | ---- | ----- | ----- | ----- | ----- | ----- |
| 736  | 763  | 888  | 949  | 1 047 | 1 031 | 1 118 | 1 049 | 1 134 |

| 1856  | 1861  | 1866  | 1872 | 1876 | 1881 | 1886 | 1891 | 1896 |
| ----- | ----- | ----- | ---- | ---- | ---- | ---- | ---- | ---- |
| 1 081 | 1 085 | 1 042 | 960  | 966  | 940  | 909  | 892  | 891  |

| 1901 | 1906 | 1911 | 1921 | 1926 | 1931 | 1936 | 1946 | 1954 |
| ---- | ---- | ---- | ---- | ---- | ---- | ---- | ---- | ---- |
| 851  | 811  | 835  | 690  | 669  | 614  | 623  | 525  | 533  |

| 1962 | 1968 | 1975 | 1982 | 1990 | 1999 | 2006 | 2011 | 2016 |
| ---- | ---- | ---- | ---- | ---- | ---- | ---- | ---- | ---- |
| 470  | 411  | 356  | 375  | 476  | 673  | 748  | 821  | 826  |

| 2021 | 2022 | - | - | - | - | - | - | - |
| ---- | ---- | - | - | - | - | - | - | - |
| 810  | 804  | - | - | - | - | - | - | - |

#### Pyramide des âges
La population de la commune est relativement jeune.
En 2018, le taux de personnes d'un âge inférieur à 30 ans s'élève à 38,2 %, soit au-dessus de la moyenne départementale (31 %). À l'inverse, le taux de personnes d'âge supérieur à 60 ans est de 18,8 % la même année, alors qu'il est de 31,1 % au niveau départemental.
En 2018, la commune comptait 432 hommes pour 388 femmes, soit un taux de 52,68 % d'hommes, largement supérieur au taux départemental (49,13 %).
Les pyramides des âges de la commune et du département s'établissent comme suit.
| Hommes | Classe d’âge | Femmes |
| ------ | ------------ | ------ |
| 0,5    | 90 ou +      | 0,3    |
| 4,5    | 75-89 ans    | 5,6    |
| 14,6   | 60-74 ans    | 12,3   |
| 22,9   | 45-59 ans    | 25,0   |
| 20,1   | 30-44 ans    | 17,9   |
| 17,3   | 15-29 ans    | 17,8   |
| 20,1   | 0-14 ans     | 21,1   |

| Hommes | Classe d’âge | Femmes |
| ------ | ------------ | ------ |
| 0,9    | 90 ou +      | 2,5    |
| 8,4    | 75-89 ans    | 11,7   |
| 20,4   | 60-74 ans    | 20,5   |
| 21,3   | 45-59 ans    | 20,3   |
| 16,8   | 30-44 ans    | 16,3   |
| 15,2   | 15-29 ans    | 13,2   |
| 17     | 0-14 ans     | 15,6   |

## Économie

### Revenus
En 2018, la commune compte 302 ménages fiscaux, regroupant 838 personnes. La médiane du revenu disponible par unité de consommation est de 23 390 € (20 800 € dans le département).

### Emploi
| Division       | 2008  | 2013  | 2018  |
| -------------- | ----- | ----- | ----- |
| Commune        | 3,6 % | 5 %   | 6 %   |
| Département    | 6,3 % | 7,7 % | 7,7 % |
| France entière | 8,3 % | 10 %  | 10 %  |

En 2018, la population âgée de 15 à 64 ans s'élève à 539 personnes, parmi lesquelles on compte 76,8 % d'actifs (70,7 % ayant un emploi et 6 % de chômeurs) et 23,2 % d'inactifs,. Depuis 2008, le taux de chômage communal (au sens du recensement) des 15-64 ans est inférieur à celui de la France et du département.
La commune fait partie de la couronne de l'aire d'attraction de Saint-Étienne, du fait qu'au moins 15 % des actifs travaillent dans le pôle,. Elle compte 103 emplois en 2018, contre 98 en 2013 et 105 en 2008. Le nombre d'actifs ayant un emploi résidant dans la commune est de 387, soit un indicateur de concentration d'emploi de 26,6 % et un taux d'activité parmi les 15 ans ou plus de 64,4 %.
Sur ces 387 actifs de 15 ans ou plus ayant un emploi, 68 travaillent dans la commune, soit 18 % des habitants. Pour se rendre au travail, 89,4 % des habitants utilisent un véhicule personnel ou de fonction à quatre roues, 0,8 % les transports en commun, 2,6 % s'y rendent en deux-roues, à vélo ou à pied et 7,2 % n'ont pas besoin de transport (travail au domicile).

## Culture locale et patrimoine

### Lieux et monuments
Le village est construit autour de sa charmante petite église et de son lavoir toujours présent et entretenu. Beaucoup de « petits hameaux » entourent ce bourg, avec des fermes anciennes et d'époque, toujours pimpantes et pleines de vie.
Château du Fraisse: de la gentilhommière du Fraisse se détachent surtout la chapelle et une petite tour. Le Fraisse appartenait à la fin du XVIe siècle à Antoine Drevet qui s'y était retiré. Sa fille apporta le domaine à la famille Duplay, en épousant Marcellin Duplay. Ce sont les descendants qui possèdent toujours le château, rare exemple de tradition patrimoniale ininterrompue. Propriété privée, ne se visitant pas.
Château du Malploton : autrefois appelé Mas Ploton.
Du manoir primitif, il reste une tour, trois fenêtres à meneaux et des meurtrières à tir rasant. La partie XIXe siècle est d'inspiration néo-Renaissance.
Cette ancienne possession des barons de Saint Didier fut attribuée en dot à Isabelle de Saint Didier lors de son mariage en 1335 avec Henri « Ploton » de Rochebaron. En 1372, la maison forte fut achetée par Jehan Allier en même temps que la terre de la Fressange dont il prit le nom. En 1615, Jehan IV de la Fressange cède le château à son beau-frère Pierre de la Fayolle. Sa veuve le transmet à son fils (né d'un second mariage) Innocent de Soubeyrand. De 1733 à 1782, le château a été la propriété de la famille du Peloux de Saint-Romain. De 1782 à 1889, le château a appartenu à la famille Souvignet. En 1889, Théodore Véron de La Combe acquiert Le Malploton, et le fait rebâtir par l'architecte Vaucanson. Ses descendants possèdent toujours le château. Propriété privée, ne se visitant pas.

### Personnalités liées à la commune
- Abbé Jacques Massardier, prêtre réfractaire, né à la Bourlèche, Saint-Victor en 1726, mort déporté à Saint-Martin-de-Ré le 22 décembre 1799[réf. nécessaire][33]. Un vitrail dessiné par M. Bory lui est dédié dans l'église.
- François Peyrard (1759-1822), professeur, érudit et philosophe, connu notamment pour sa traduction des œuvres d'Euclide et Archimède, y est né.

### Images

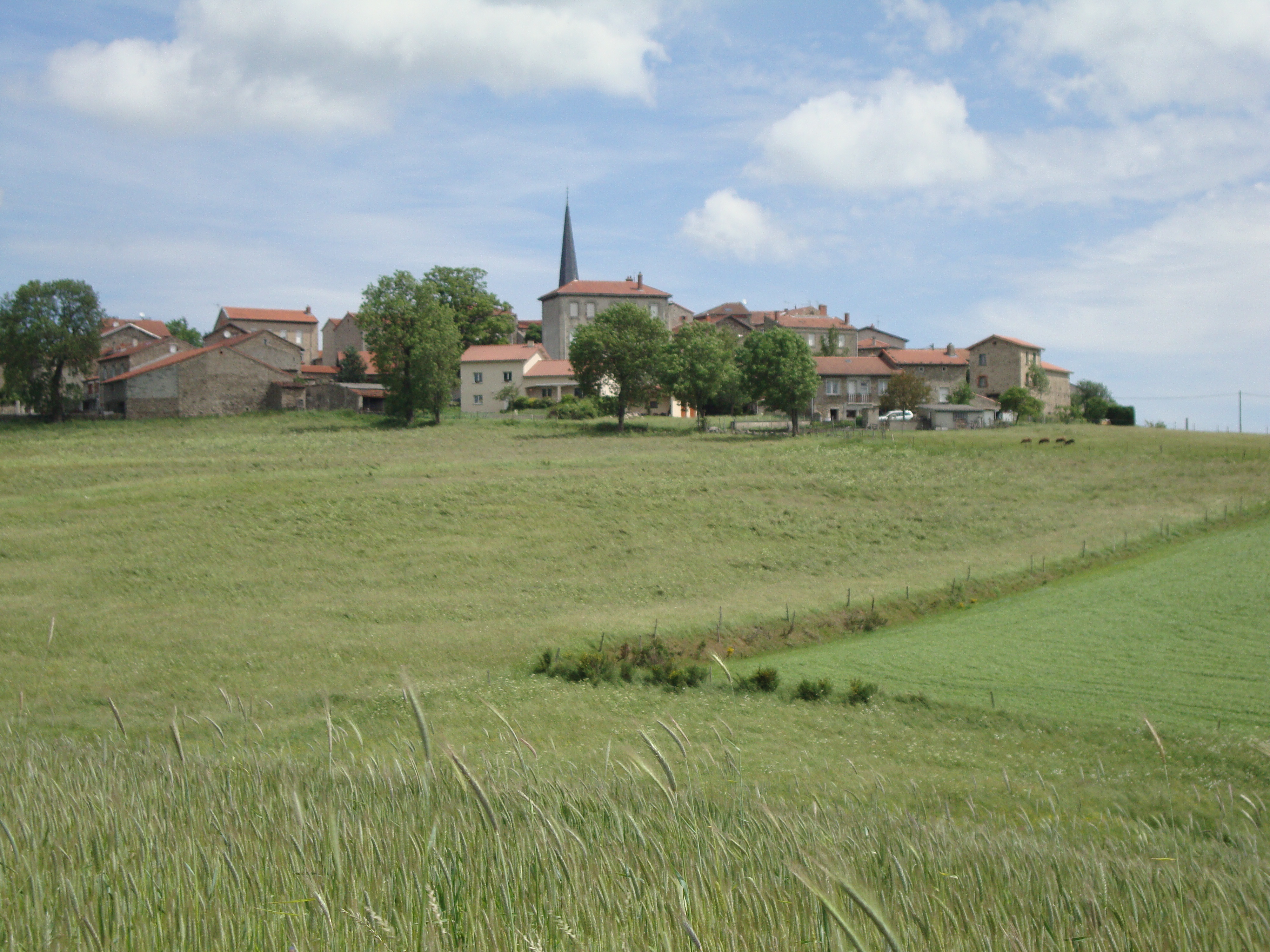
Vue du village.
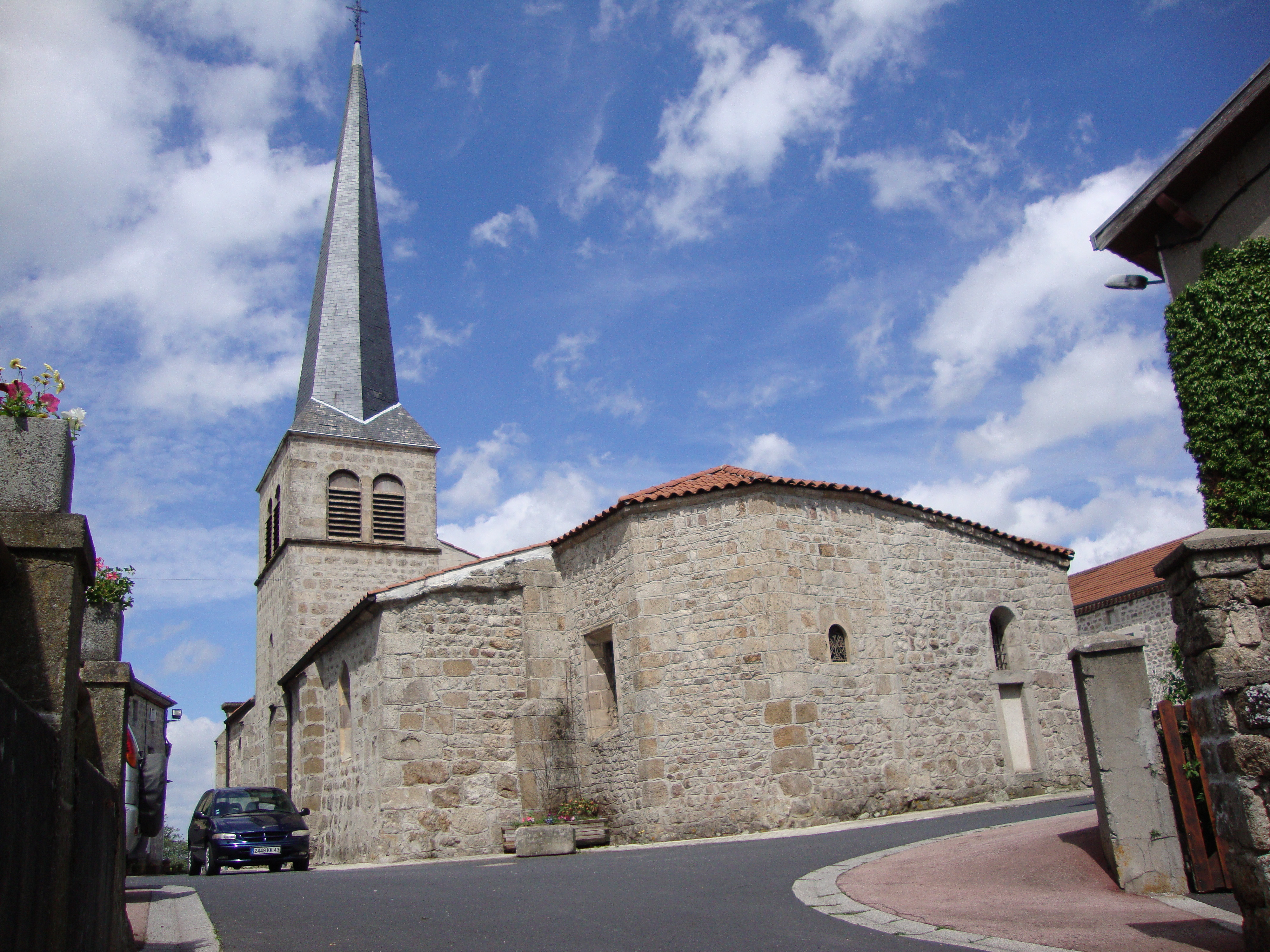
L'église, côté chevet.
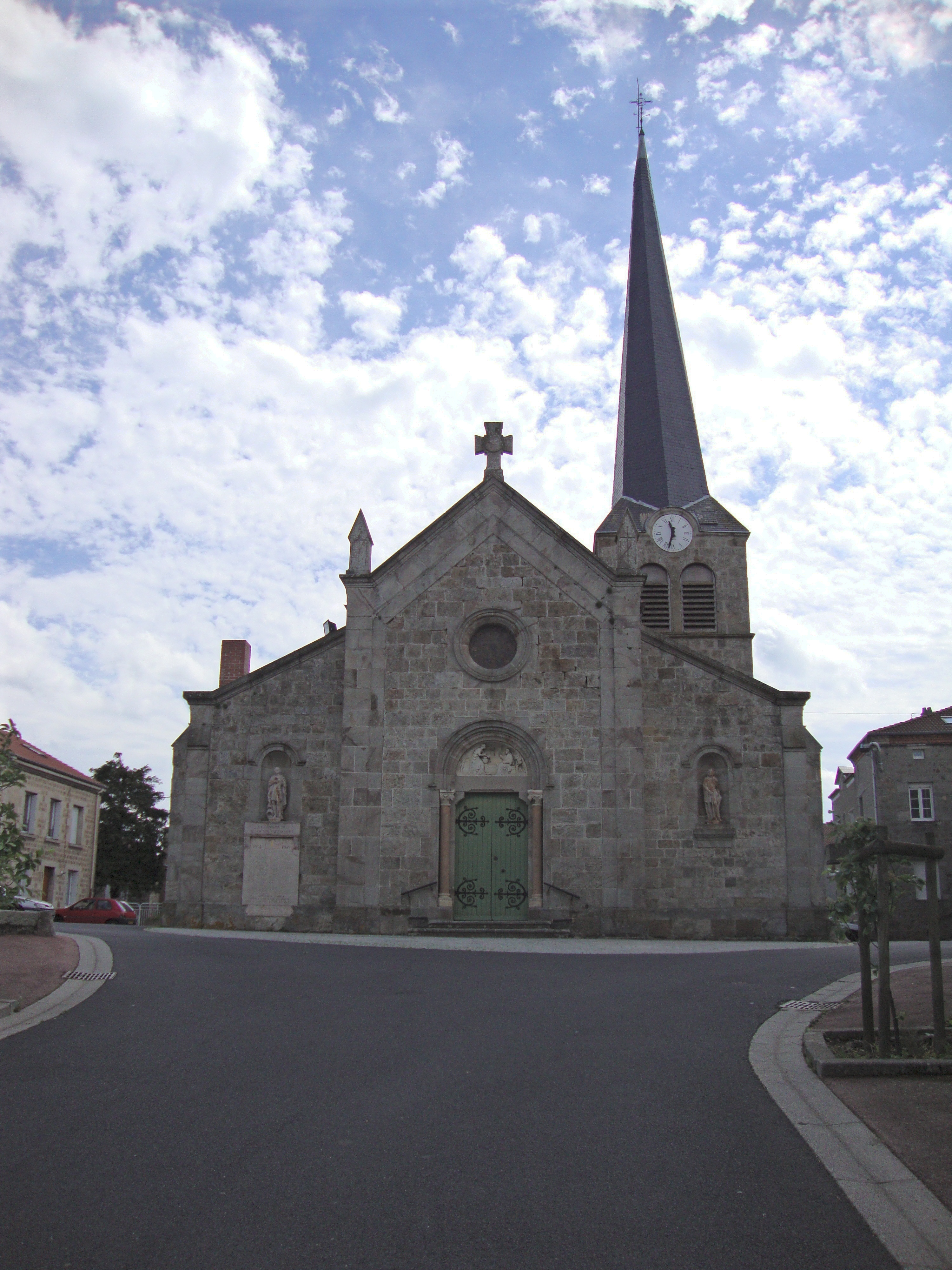
L'église côté façade.
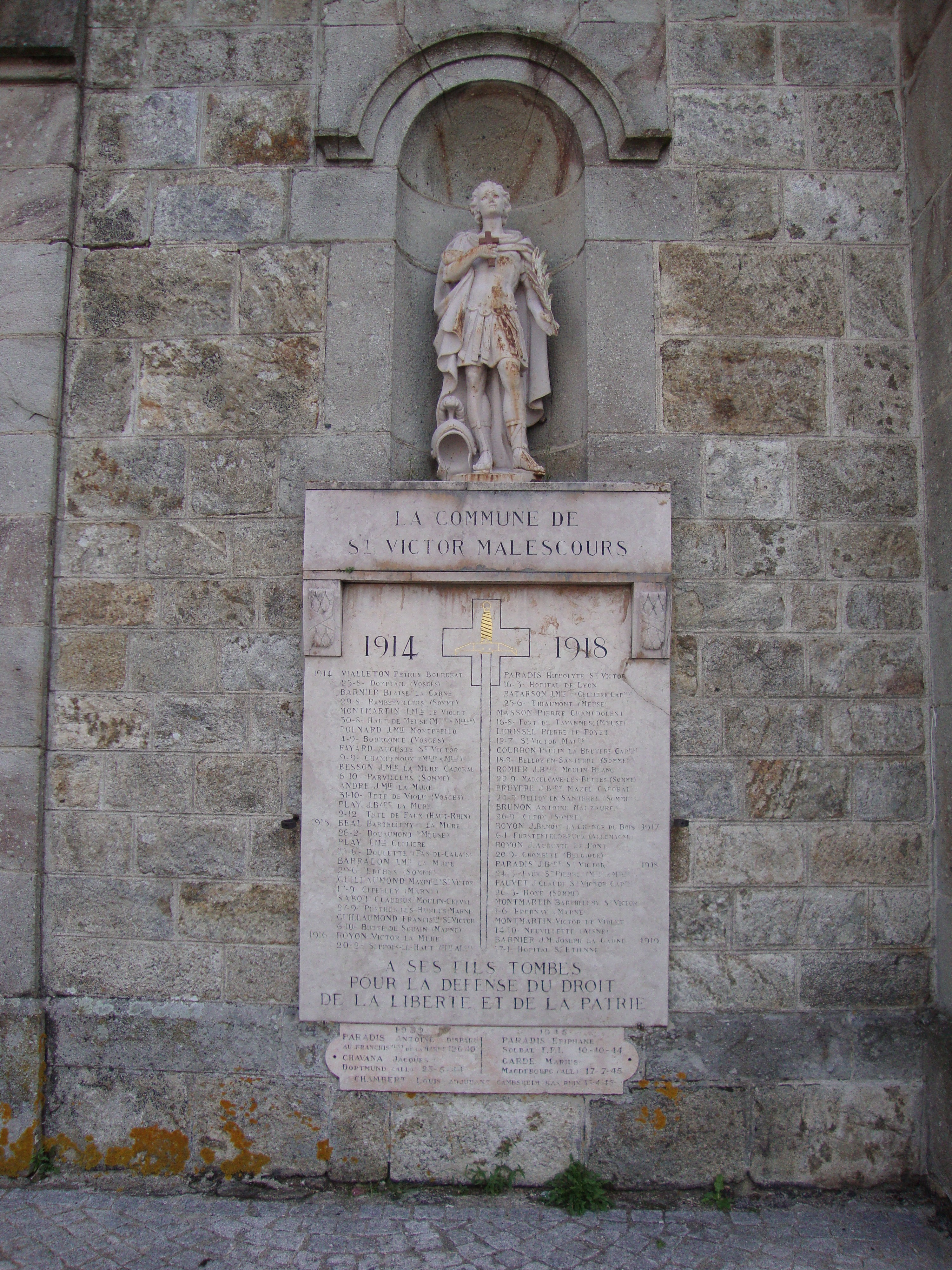
Le monument aux morts contre l'église.
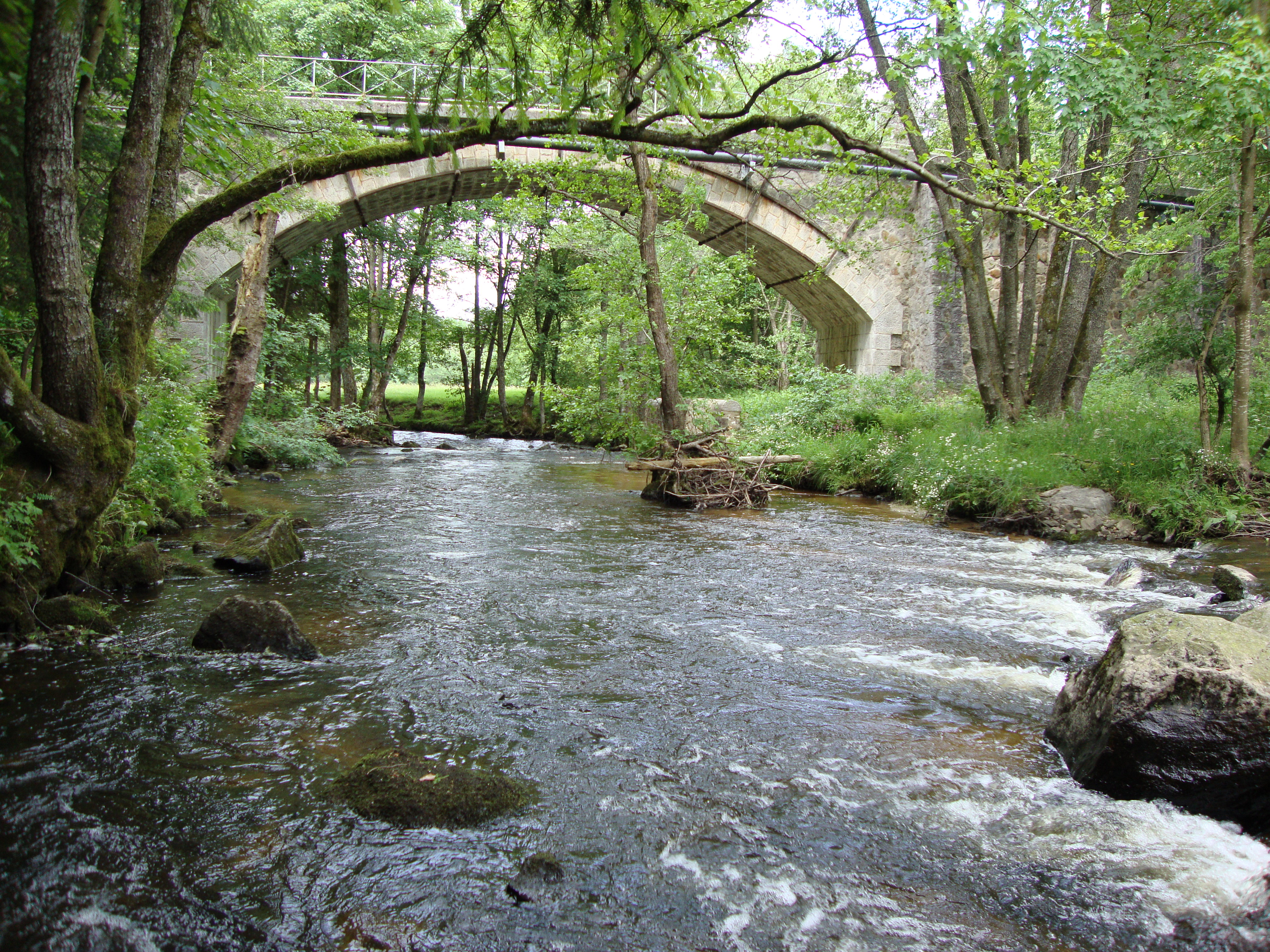
Pont sur la Semène près de Saint-Victor-Malescours.